# Poczta Główna w Olsztynie
Poczta Główna w Olsztynie – zabytkowy budynek pocztowy w Olsztynie, wzniesiony w 1887.
Budynek został zbudowany w 1887 na parceli wykupionej od gminy katolickiej, w stylu neogotyckim, z bogatą dekoracją zewnętrzną z glazurowanej cegły. Na dachu obiektu znajdowały się wieżyczki odciągowe, od których od 1892 rozchodziły się napowietrzne linie telefoniczne. W 1907 budynek został rozbudowany o dodatkowe skrzydło, przeznaczone wyłącznie do obsługi paczek nadsyłanych do żołnierzy służących w garnizonie w Olsztynie. Kolejne skrzydło zostało dostawione do gmachu poczty w 1928 w celu obsługi usług telekomunikacyjnych. Nowy element budynku nie został wzniesiony w stylu neogotyckim, jednak wyraźnie nawiązywał do architektury starszych części obiektu układem okien i łączną wysokością. W tym samym okresie budynek został zmodernizowany. Zmieniono także niektóre elementy elewacji - zegar nad głównym wejściem do gmachu zastąpiono godłem Republiki Weimarskiej. W związku z ułożeniem podziemnych linii telefonicznych z dachu poczty zdjęto wieżyczki odciągowe.
Gmach poczty przetrwał II wojnę światową bez większych strat, po jej zakończeniu został wyremontowany. Nadal pełni pierwotne funkcje.